# Мечкови
Мечковите (Ursidae) са семейство едри хищни бозайници. Тялото им е масивно, късо и високопоставено, с голяма глава, малки очи и малки, закръглени уши, къса опашка и са стъпалоходещи с по пет пръста и дълги, извити, неприбиращи се нокти. Козината им е гъста и рунтава, на цвят от светлокафява до черна или бяла. Имат силно развито обоняние и слух, но слабо зрение.

## Разпространение
Мечковите се срещат в равнини и гори до 4 000 m надморска височина от тропиците до северните полярни морета на Европа, Азия и Америка.

## Начин на живот
Мечковите живеят сами, териториални животни са и са активни предимно денем, като зимните месеци на годината северните видове прекарват в летаргичен сън. Като цяло са всеядни, но някои са типични хищници (Бяла мечка), а други са предимно растителноядни (Голяма панда). Поведението на мечковите зависи от сезона, района който обитават, възрастта и дори можем да говорим за мечки с характер (мечките стръвници напр.). Отличават се с поразителна съобразителност, завидна приспособимост, добра памет, голяма раздразнителност, любопитство (особено у малките) и умеят да плуват. Поддават се и на дресировка. При нападение нанасят страшни удари с мощните си лапи с дълги остри нокти, но убиват с мощната си захапка. Продължителността на живота им на свобода е до 40 години. Размножават се веднъж на 2 – 3 години, обикновено през май-юни. Бременността продължава около 7 месеца, като на север малките (от 2 до 4 мечета) обикновено се раждат през зимата и майката ги кърми без да напуска бърлогата си, разчитайки на натрупаните през лятото и есента мазнини. За малките майката се грижи сама и дори една от основните и грижи е да ги пази от мечоци.

## Класификация
Съвременните мечкови се делят на 5 рода, с 8 вида, след като Червената панда вече се отделя в самостоятелно семейство Ailuridae.
- семейство Ursidae – Мечкови
  - подсемейство Ailuropodinae
    - род Ailuropoda
      - Ailuropoda melanoleuca – Голяма панда

  - подсемейство Tremarctinae
    - род Tremarctos
      - Tremarctos ornatus – Очилата мечка

  - подсемейство Ursinae
    - род Ursus – Мечки
      - Ursus arctos – Кафява мечка
      - Ursus americanus – Американска черна мечка, барибал
      - Ursus maritimus – Бяла мечка
      - Ursus thibetanus – Хималайска мечка, азиатска (тибетска) черна мечка

    - род Melursus
      - Melursus ursinus – Бърнеста мечка

    - род Helarctos
      - Helarctos malayanus – Малайска мечка, слънчева мечка